# TPC River Highlands
De TPC River Highlands is een besloten golfclub in Cromwell, vlak bij Hartford, Connecticut. Hij werd in 1928 opgericht en maakt sinds 1984 deel uit van het netwerk van de Tournament Players Club (TPC).

## Geschiedenis
De club werd in 1928 opgericht als de Middletown Golf Club. Al in 1934 werd de naam veranderd in Edgewood Country Club. Vijftig jaar later werd de club verkocht aan de Amerikaanse PGA Tour. De baan werd door golfbaanarchitect Pete Dye aangepast aan de eisen van de TPC en datzelfde jaar heropend met de naam TPC of Connecticut. Vijf jaar later werd de baan grondiger gerenoveerd waarna de naam TPC River Highlands werd ingevoerd.
Baanrecord
Het baanrecord werd op 24 juni 2011 verbeterd door de 19-jarige amateur Patrick Cantlay met een ronde van 60 tijdens het Travelers Championship. Het record was 61 en stond op naam van Kirk Triplett, Phil Mickelson, Scott Verplank, Brad Faxon en Kenny Perry.
Naam van de club
De baan heeft bekendgestaan onder de volgende namen:
- Middletown Golf Club (1928–34)
- Edgewood Country Club (1934–84)
- TPC of Connecticut (1984–89)
- TPC River Highlands (1990-heden)

## Toernooien
De baan is sinds 1984 gastheer van het Greater Hartford Open, dat sinds 2007 de naam Travelers Championship draagt.